# John Steiner
John Steiner (ur. 7 stycznia 1941 w Chester, zm. 31 lipca 2022 w La Quinta) – brytyjski aktor.
W latach 60. przeniósł się do Włoch i występował jako aktor charakterystyczny w spaghetti westernach, komediach, dreszczowcach i filmach policyjnych, często grając rolę złoczyńcy.

## Życiorys

### Wczesne lata
Urodził się w Chester w hrabstwie Cheshire, w północno-zachodniej części Anglii. Uczęszczał do Royal Academy of Dramatic Art i przez trzy lata był związany z Royal Shakespeare Company. Opanował język włoski, hiszpański i angielski.

### Kariera
Początkowo pracował przez kilka lat w BBC i występował gościnnie w serialach: Front Page Story (1965), Środa gra (The Wednesday Play, 1965), Public Eye (1966), Orlando (1966) czy Święty (The Saint, 1966) z Rogerem Moore’em. Debiutował na dużym ekranie jako Monsieur Dupere w Petera Brooka Prześladowanie i zabójstwo Jean-Paula Marata w wykonaniu pensjonariuszy zakładu dla obłąkanych w Charenton w reżyserii Markiza de Sade (Marat/Sade, 1967) wg sztuki Petera Weissa. Potem dostał główną rolę w spaghetti westernie Viva Tepepa! (Tepepa, 1968).
Wysoki (188 cm wzrostu), chudy blondyn, bardzo brytyjski, z pewnym podobieństwem do Petera O’Toole, stopniowo zdobywał reputację poważnego i profesjonalnego aktora w kinie włoskim. Grywał zwłaszcza w thrillerach politycznych, takich jak Śledztwo skończone - proszę zapomnieć (L'Istruttoria è chiusa: dimentichi, 1971) Damiano Damiani czy Dajcie sensację na pierwszą stronę (Sbatti il mostro in prima pagina, 1972) Marco Bellocchio. Zagrał czarny charakter w dwóch swobodnych adaptacjach powieści Jacka Londona w reżyserii Lucio Fulci - Biały Kieł (Zanna Bianca, 1973) i sequel Powrót Białego Kła (Il Ritorno di Zanna Bianca, 1974), gdzie był idealnym antagonistą Franca Nero („ludzki” bohater filmu).
Kilkakrotnie spotkał się na planie z Maurizio Merli, m.in. w policyjnym dramacie kryminalnym Gwałtowny Rzymie (Roma violenta, 1975) w roli sadystycznego gangstera czy jednym z ostatnich spaghetti westernów Mannaja (1977) jako wielki złoczyńca. Tinto Brass zaangażował go do roli nazisty w Salon Kitty (1976) z Helmutem Bergerem, Ingrid Thulin i Bekimem Fehmiu, potem wystąpił jako przestępca doradzający szalonemu cesarzowi (Malcolm McDowell) w Kaligula (Caligula, 1979) oraz Papryka (Paprika, 1991) wg powieści Johna Clelanda Pamiętniki Fanny Hill z udziałem Debory Caprioglio, Stéphane Ferrary i Domiziano Arcangeliego. W groteskowym filmie Sindbad: Legenda siedmiu mórz (Sinbad of the Seven Seas, 1989) z tytułową rolą Lou Ferrigno zagrał postać niegodziwego wezyra.
W 1991 wycofał się z aktorstwa i przeniósł się wraz z rodziną do Kalifornii, gdzie został agentem nieruchomości.
31 lipca 2022 w La Quinta zginął w wypadku samochodowym w wieku 81 lat.

## Wybrana filmografia
| Rok  | Tytuł | Rola                                | Reżyser                         |
| ---- | --- | ----------------------------------- | ------------------------------- |
| 1966 | Publiczne oko (Public Eye) - odc. You're Not Cinderella, Are You? (                                                                                 | Brian Graham                        | Quentin Lawrence                |
| 1966 | Orlando | Trevor Beale                        | Bryan Shiner                    |
| 1967 | Święty (The Saint) - odc. The Death Game | Grey Wyler                          | Leslie Norman                   |
| 1967 | Dusza na sprzedaż (Bedazzled) | Konferansjer telewizyjny            | Stanley Donen                   |
| 1967 | Prześladowanie i zabójstwo Jean-Paula Marata w wykonaniu pensjonariuszy zakładu dla obłąkanych w Charenton w reżyserii Markiza de Sade (Marat/Sade) | Monsieur Dupere                     | Peter Brook                     |
| 1968 | Viva Tepepa! (Tepepa) | doktor Henry Price                  | Giulio Petroni                  |
| 1969 | 12+1 | Stanley Duncan                      | Nicolas Gessner                 |
| 1970 | Las wilka (El Bosque del lobo) | Robert                              | Pedro Olea                      |
| 1971 | Śledztwo skończone - proszę zapomnieć (L'Istruttoria è chiusa: dimentichi)                                                                          | Biro                                | Damiano Damiani                 |
| 1972 | Dajcie sensację na pierwszą stronę (Sbatti il mostro in prima pagina)                                                                               | Montelli                            | Marco Bellocchio                |
| 1973 | Biały Kieł (Zanna Bianca) | Charles 'Beauty' Smith              | Lucio Fulci                     |
| 1973 | Masakra w Rzymie (Rappresaglia) | Standartenführer płk Eugen Dollmann | George Pan Cosmatos             |
| 1974 | Wynalazek Morela (L'Invenzione di Morel) | Morel                               | Emidio Greco                    |
| 1974 | Powrót Białego Kła (Il Ritorno di Zanna Bianca) | Charles 'Beauty' Smith              | Lucio Fulci                     |
| 1975 | Roma violenta | Franco 'English' Spadoni            | Marino Girolami                 |
| 1975 | Una Ondata di piacere | Giorgio                             | Ruggero Deodato                 |
| 1976 | Salon Kitty | Biondo                              | Tinto Brass                     |
| 1976 | Mark colpisce ancora | Paul Henkel                         | Stelvio Massi                   |
| 1977 | Do widzenia i amen (Goodbye e amen) | Donald Grayson                      | Damiano Damiani                 |
| 1977 | Mannaja | Voller                              | Sergio Martino                  |
| 1978 | Efekty specjalne (Effetti speciali, TV) |                                     | Gianni Amelio                   |
| 1978 | Wciąż o miłości (L'amour en question) | Tom Hastings                        | André Cayatte                   |
| 1979 | Mały Archimedes (Il Piccolo Archimede, TV) | Alfred                              | Gianni Amelio                   |
| 1979 | Kaligula (Caligula) | Longinus                            | Tinto Brass                     |
| 1980 | Ostatni łowca (L'ultimo cacciatore) | major Cash                          | Antonio Margheriti              |
| 1980 | Action | menadżer                            | Tinto Brass                     |
| 1981 | Salamandra (The Salamander) | Roditi                              | Peter Zinner                    |
| 1982 | Ciemności (Tenebrae) | Christiano Berti                    | Dario Argento                   |
| 1982 | I Cacciatori del cobra d'oro | kapitan David Franks                | Antonio Margheriti              |
| 1983 | Yor, myśliwy z przyszłości (Yor, the Hunter from the Future)                                                                                        | Overlord                            | Antonio Margheriti              |
| 1985 | Anno Domini (A.D., TV) | Szymon Mag                          | Stuart Cooper                   |
| 1985 | Komando Leopard (Commando Leopard) | Smithy                              | Antonio Margheriti              |
| 1985 | Szalona ucieczka (Inferno in diretta) | Vlado                               | Ruggero Deodato                 |
| 1985 | Misja cobra (Cobra Mission) | James Walcott                       | Fabrizio De Angelis             |
| 1985 | Berlińska miłość (The Berlin Affair) | Oskar Engelhart                     | Liliana Cavani                  |
| 1987 | Noc wśród rekinów (La Notte degli squali) | Rosentski                           | Tonino Ricci                    |
| 1987 | Striker | rosyjski generał Kariasin           | Enzo G. Castellari              |
| 1987 | Julia i Julia (Giulia e Giulia) | Alex                                | Peter Del Monte                 |
| 1986 | Letnia noc o greckim profilu, migdałowych oczach i zapachu bazylii (Notte d'estate con profilo greco, occhi a mandorla e odore di basilico)         | Frederick, kochanek Fulvii          | Lina Wertmüller                 |
| 1986 | Samotny jeździec (Lone Runner) | Skorm                               | Ruggero Deodato                 |
| 1986 | Wyliczanka (Camping del terrore) | dr Olsen                            | Ruggero Deodato                 |
| 1986 | Troppo forte | Pan Adams                           | Carlo Verdone                   |
| 1986 | Portami la luna (TV) |                                     | Carlo Cotti                     |
| 1988 | Dowódca (Der Commander) | Duclaud                             | Antonio Margheriti              |
| 1989 | Sinbad Siedmiu Mórz (Sinbad of the Seven Seas) | Jaffar                              | Enzo G. Castellari, Luigi Cozzi |
| 1989 | Lata koszmaru (The Nightmare Years, miniserial dokumentalny)                                                                                        | Reverend Lenz                       | Anthony Page                    |
| 1991 | Papryka (Paprika) | Principe Ascanio                    | Tinto Brass                     |
| 1991 | Sezon gigantów (A Season of Giants, TV) | Kardynał Riario                     | Jerry London                    |